# エンゼルギア 天使大戦TRPG
『エンゼルギア 天使大戦TRPG』（エンゼルギア てんしたいせんTRPG）は2003年にF.E.A.R.が製作したミリタリー・ファンタジーテーブルトークRPG。
2009年にはルール第二版にあたる『エンゼルギア 天使大戦TRPG The 2nd Editon』も発売された。
出版社はエンターブレイン。製作者は井上純弌。

## 概要
超大国“合衆国”の生物兵器“天使”に唯一対抗できる“シュネルギア”のパイロットである子どもたち、そしてその周囲の人々の人間ドラマを主に取り扱う、戦場ロマン作品である。
プレイヤーは主に“合衆国”に抵抗を続けている“ヤシマ”“統一帝国亡命政府”軍の実験部隊“ドライクロイツ”に所属し、合衆国から送り込まれる未知の生物兵器“天使兵”と戦うことになる。
なお本作はRUNEより発売されたアダルトゲーム『ANGEL・CORE』（エンゼル・コア）の続編であり、前作の60年後の世界を舞台にしている。しかし本来なら原作となるはずだったPCゲーム版『エンゼルギア』は製作休止状態である。
そのためゲーム版のシナリオに基づく世界設定の多くが、サプリメント『エンドレスサマー』にて公開された。

## 世界設定
本作の世界観は、第二次世界大戦が終結する事なく継続したパラレルワールドの1999年を舞台としている。
世界は宗教的超巨大軍事国家「合衆国」によって支配され、極東の島国「ヤシマ」およびヤシマに亡命した「統一帝国」のみが合衆国に抗っている。合衆国の保有する強力な生物兵器「天使兵」に唯一対抗できるのは、第三世代人間戦車「シュネルギア」のみ。しかし操縦者であるギアドライバーの適性を持つ者は、選ばれた十代の少年少女だけであった。プレイヤーはギアドライバーである子供たちや、彼らを支える軍の大人たちをプレイヤーキャラクターとして作成し、天使大戦を戦っていくことになる。
こうした選ばれし少年少女たちが、謎めいた組織の開発したロボットに乗り込み、世界の存亡をかけて未知の生物兵器と戦うという設定部分には『新世紀エヴァンゲリオン』『高機動幻想ガンパレード・マーチ』のオマージュがかなり含まれている。またルール第一版とほぼ同時期に発売された、同じく『エヴァンゲリオン』へのオマージュを含むコンピューターゲーム『マブラヴ』シリーズとの類似点も多く、ルール第二版ではこちらに対するオマージュと思われる部分も存在する。

### 現実との相違点
この世界における国家は「ヤシマ」「統一帝国」「合衆国」など国名はボカされているものの、モデルとなった現実の国家に酷似した歴史と特徴を持っている。しかし科学技術と共に魔術や呪術が現実のものとして人々に知られている点が異なっており、特に近代以降は魔術や呪術の軍事利用が積極的に研究され、国家は魔術的才能のある者を保護し国益のために利用している。
また現実との最大の相違点として「天使」と呼ばれる人種が存在しており、その体内に宿る「天使核」を動力源とした機械化兵、完全機械化兵、人間戦車といった「天使力兵器」が運用されている点がある。これによりこの世界の歴史は第二次世界大戦に相当する「四十年戦役」を境に大きく変化している。
開戦当初は天使力兵器を発明、保有していたヤシマ＝統一帝国同盟軍が戦争を有利に進めていたが、1945年に敗色濃厚な合衆国が巨大な生物兵器「天使兵」の召喚に成功したことで戦局は逆転。以後40年間に渡って合衆国の逆襲が続き、統一帝国は本土を喪失。統一帝国の亡命を受け入れたヤシマは、1986年に領地全体を呪術的な結界で覆うことで鎖国を行った。これにより結界を超えて物資や人員の輸送を行う一部軍部隊を除いた一般人にとって戦争は過去のものとなり、十数年ものあいだ安穏とした日常が続くようになった。しかし1999年の夏に合衆国から発射された三発のミサイルと思わしき攻撃が結界を貫通し、ヤシマの首都である帝都を含めた三つの大都市を破壊。結界が崩壊した事で合衆国からの本格侵攻が始まり、天使大戦が勃発する。
この天使大戦開戦直後の7月4日から8月31日までの一夏が、本作のシステム側から提示されているゲーム時間である。

### 天使力兵器（エンゼルギア）
『エンゼルギア』の世界においては、はるか昔に天界より純血の天使が数名地上に降り立ち、人と交わって残した子孫としての「天使」が存在している。彼らは魔術的に多大な才能を有しており、欧州においては「エルフェン」、ヤシマにおいては「オニ」などとして知られていたが、今日ではその血は薄れ、多くは人と姿形の変わらない存在となっている。その天使たちの力の源であり、エーテルの結晶体ともいえる存在が、その体内に宿る「天使核」である。天使核の摘出に外科的処置は不要で、特殊な霊素集積装置によって体内から抽出されるが、対象となった天使は昏睡状態に陥って衰弱、一週間程度で死亡する。
自身も強力な天使であった統一帝国総統は、この天使の力の兵器利用を推進し、統一帝国法上において天使は総統の所有物であると定め、「天使狩り」によって集めた天使を強制収容所に収容した。収容所では非人道的な実験によって天使としての力を高め、天使核を抽出する試みが行われており、前作『エンゼルコア』ではそのうちの一つが舞台となっている。こうして抽出された天使核を動力としたエーテルエンジンが「V機関（ヴァルターチューブ）」であり、V機関を搭載した兵器を「天使力兵器（エンゼルギア）」と呼ぶ。開発された当初は単なる高性能兵器といった意味しか持ち合わせていなかったが、天使兵の出現後は、天使兵の展開する強力なエーテルフィールド「ケルン」を突破できる唯一の兵器として注目され、より積極的に天使力兵器の運用、開発が行われるようになった。
天使力兵器は膨大なエーテルを放出し、既存の兵器を凌駕する性能を発揮する。また基本的に多くの天使が女性であったためか、兵器形状が人型、女性型に近いほど出力が安定、かつ向上することが判明している。その一方、高出力の天使力兵器は、機械部分が生体部品に置き換わる「受肉」と呼ばれる現象が発生し、その方が性能も向上する反面、暴走の危険性、そして最終的に天使兵と同一の存在になる「天使化」のリスクが高まるというデメリットが存在する。天使化の現象はパイロットたちも発症する事があり、この場合はパイロット自身も天使兵となってしまう。
天使化は同時に「マスケンヴァル現象（マスケンヴァル・エフェクト）」の発生も意味している。これは高濃度のエーテルが周囲数キロメートルの物質を相転移させて消滅するという現象であり、そのため天使化しかけた人物は、マスケンヴァル現象による爆発を引き起こす前に殺害する必要がある。これは天界の扉が開く事を意味し、前作『エンゼルコア』において現象を引き起こした士官ラルフ・マスケンヴァルの名前より命名されたと設定されている。
今日においては総統の遺産として残された一千万以上の天使核がヤシマ、統一帝国の天使力兵器の動力として転用されており、天使狩りは行われていない。その為こうした非人道的な天使核抽出、天使化の危険性について慎重に隠匿がされており、一般には知られていない。

### 世界の謎
ルール第一版時点では世界設定について多くが謎を含んだ形で提示され、登場人物たちの背景事情や、前作『エンゼルコア』から継続して登場する登場人物の来歴などをはじめとする詳細な設定については『ゲーマーズ・フィールド』誌上で連載されたコラムにおいて明かされていた。これら世界の謎はルール第二版サプリメント『エンドレスサマー』において改めて開示され、実際にセッションを行う際はプレイヤーたちの自由に設定して良いという前提をされた上で、「プレイヤーキャラクターたちによる積極的な介入がなかった場合」の、天使大戦開戦からヤシマ＝統一帝国敗北による黙示録の到来、世界滅亡までのタイムスケジュールが発表された。
その場合、ヤシマ＝統一帝国は（主要NPCたちの戦死を含む）多大な犠牲を払いながら天使兵に占拠された帝都を奪還し、8月23日に結界の再構築に成功する。これに対して合衆国はより強力な四体の騎士級天使兵を送り込んで攻勢を強め、ついには本土の全国民2億人を天使兵化してヤシマ＝統一帝国へ押し寄せてくる。しかしヤシマ＝統一帝国政府は結界の範囲を奪還した帝都に限定することでより強固なものとする鎖国計画を実行に移し、シュネルギア実験部隊は合衆国への侵攻作戦を主張するも叶わず、壮絶な撤退戦の末に全滅。そして8月31日、世界は天使兵によって滅ぼされることになる。
前述通り本作の設定の多くはプレイヤーが遊ぶ際に自由に改変、設定して良いことが明記されており、またプレイヤーに判断を委ねる形で意図的に設定がされていない部分も多い。一例としては、合衆国の最高指導者にしてプレイヤーキャラクターたちの最大の敵とされる人物が前作『エンゼルコア』の主人公ラルフ・マスケンヴァルであり、そしてプレイヤーキャラクターのギアドライバーの父親である事は明かされているものの、彼が天使大戦を引き起こして世界を滅ぼそうとしている動機については述べられていない。

### 前作との関連性
前作『エンゼル・コア』において、ノルラントでの一連の事件は純血の天使アラフニが人造救世主を作ることで天界の門を開き、天界へ帰還する為に引き起こした事が語られた。
この結末に至るまでのルートは曖昧にぼかされているが、『エンゼルコア』本編終了後、自身が人造救世主である事を知ったラルフ・マスケンヴァルは前作ヒロインたちと共に、アラフニの息子であり天使力兵器による世界征服を目論む「総統」を倒すための戦いを開始し、やがて1945年に総統の暗殺に成功した。しかしラルフは如何なる理由によるものか再び天界への門を開いて天使兵を召喚、合衆国「法王」を名乗って世界侵略を始めてしまった。前作ヒロインたちは数名を除いて今度はラルフを止めるための戦いに身を投じ、そうした彼女たち本人、その子供たち、そして彼女たちの意思や天使核を受け継いだ人々が、本作の重要NPCやヒロイン候補として多く登場している。
一例をあげれば、本作の主役機として登場する「シュネルギア」は、『エンゼルコア』にて開発されていた人間戦車「ハウニヴーI」を第一世代とした第三世代に相当し、このシュネルギア実験部隊を率いている司令官は前作ヒロインの一人ヴィヴリオである。機械化兵といった前作時点では新兵器だった天使力兵器も、本作時点では発展改良型が一般的に使用されている。こうした天使力兵器技術をヤシマに持ち帰ったのは、前作の一部ルートにおいて主人公と敵対した維馬篭准将であり、彼は本作時点では実質的なヤシマ軍の最高指導者となっている。彼の妹である東雲光子は本作時点では故人だが、その子供こそがプレイヤーキャラクターとなるギアドライバーであるなど、重要な役割を担っている。そして自分の主人を救うためにタイムループを繰り返している本作ヒロインのクベルタは、その過程でアラフニの天使核を組み込まれたと設定されている。
また本作でシュネルギアを操縦するための重要な資格として存在する「黒い天使核」は、前作で重要な役割を果たした「黒い巨石」と同質のものであり、1000年に一度現れる「救世主」候補の証だと設定されている。救世主は神との契約によって世界を変える力を持っていると推測されており、天使大戦における一連の戦いは、ラルフ・マスケンヴァルとヴィヴリオによる救世主の誕生を巡った争いである。

## システム
本作は同じスタッフによって製作された『天羅万象』のロールプレイ評価ルールの流れを汲む、ロールプレイ特化型RPGである。そのためシステム面にも多くの類似が見られる。

### 行為判定
行為判定は能力値個数分の6面ダイスを振って、判定に使用した技能のレベル以下の出目がいくつ出るかで達成値を決定する。
通常、一度の判定で振れるダイスは10個未満であることがほとんどである。しかし能力値は兵器に搭乗する事で上昇し、またプレイヤーキャラクターが持つ「特技」などによって瞬間的にダイスの個数を増やすことができる。また達成値も特技によって上昇させる事が可能となっている。『1st』では「ロゴス」と呼ばれるポイントを消費することでもダイスを大量に増やすことができたため、シナリオのクライマックスでは100個近いダイスを一度に振ることさえ珍しい光景ではなかった。『2nd』ではロゴスによるダイス増加には制限が加わったため、これほどのダイスを使用する事は稀になったが、それでも場合によっては数十個単位のダイスを用いる状況は起こりうる。
結果として本作は達成値が爆発的に上昇することが前提となっており、システム上も達成値が100以上になると通常では成功しない、奇跡としか言いようのない「福音」と呼ばれる事象が発生すると設定されている。「福音」の発生は死の運命にあるシナリオヒロインを救う、不可能と思われる作戦を成功させるなどの奇跡を引き起こすため、これがシナリオの重要なギミックとして用いられている。

### MoEシステム
天羅万象と同じように、PCによるロールプレイのシーンとPLによるドラマのすりあわせを行う幕間とを区別したロールプレイ評価ルールが実装されている。
これをMotion of Emotion システム、通称『MoEシステム』と呼ぶ。
『MoEシステム』は以下で解説する「ロゴス」と「ダーザイン」の二つのルールを柱としている。

#### ロゴス
プレイヤーキャラクター (PC) が格好いいロールプレイをした際にゲームマスター（GM）から「パトス」と呼ばれる特別なポイントが与えられる。パトスはGMからだけでなく、GMが指定したプレイヤーが「裁定者」となり、他のPCのロールプレイを評価しパトスを与えることもできる。
パトスは後述する「ダーザイン」を取得するために消費されるポイントだが、プレイヤーキャラクターはこのパトスを「ロゴス」と呼ばれる別のポイントに変換することもできる。
ロゴスはゲーム中の行為判定を有利にするために消費されるポイントであり、これを使えばヒロイックな行動も可能となる。以下にロゴスを使用して行えることの例をいくつか挙げる
- 行為判定に使用される技能値の数値を上昇させて、判定の成功確率を高める。
- 行為判定に使用されるダイスの個数を増加させて、判定の達成値を上昇させる（『1st』のみ）。
- 行為判定の達成値を直接上昇させる（『2nd』のみ）。

ロゴスは使えば使うほど「アガペー」と呼ばれる別のポイントがたまっていく。このアガペーが666点を越えたPCは、「天使化」と呼ばれる現象を起こし、ヒトの器を捨て昇天してしまう。天使化を起こしたPCは以後はNPCとなりプレイヤーの手を離れてしまう。反面、『2nd』ではアガペーの上昇に伴って、後述されるダーザインの上限が解除されていくため、PCたちはアガペーを高めていく必要に迫られる。ただし『エンドレスサマー』で設定されたセッション高速化のオプションルールでは、ダーザインの上限制約が撤廃され、『1st』同様のプレイが可能となる。
これは世界観的にも他者との交流がパトス（想い）を生み、それがロゴス（力）となって、アガペー（愛）をもたらし、天使核が成長するという風に設定されている。

#### ダーザイン
PCは自分が所持するパトスを消費することで他者（PCでもNPCでも良い）と特定の人間関係を結ぶことができる。人間関係の強さはレベルで表され、1から5まで設定されている。例えば、【セラピアからの好意 レベル1】などと記述された人間関係ならば、セラピアというNPCから自分のPCは少し好かれているという人間関係が築かれるわけである。本作ではこのように人間関係を数値化して管理できるのだが、この人間関係を表すステータスをマルティン・ハイデッガー哲学の存在論から用語を拝借して「ダーザイン（現存在）」と呼ぶ。
ダーザインの特徴は、「相手が自分をどう思っているか」という形で人間関係を記述している点である。テーブルトークRPGで人間関係を扱ったルールの多くは「自分が相手をどう思っているか」で扱われることから考えると、NPCの感情をプレイヤーが操作できるのはテーブルトークRPGでは稀有である。またセッションの進行に伴いダーザインの感情を変化させる事もできるため、例えば当初は【草薙伊音からの敵意 レベル1】だったダーザインを【草薙伊音からの好意 レベル5】に成長させれば、険悪な関係にあった草薙伊音というNPCと、何らかのきっかけで打ち解けたという風に人間関係が構築されていく。このことから、本作は恋愛ゲームに非常に近いプレイ感覚を持つ。
ダーザインのレベルが５まで上昇すると、そのダーザインにつき1回だけ通常のロゴス以上に行為判定を有利にすることができる（これを「ダーザインの昇華」と呼ぶ）。『2nd』ではダーザインの昇華によってオーギュメントと呼ばれるある種の必殺技を使用することも可能となった。

## 登場人物

### ナビゲーター
本作でギアドライバーとなるPCには基本的に1人、パートナーとなる少女をナビゲーターとして選ぶことになる。
これは世界観の上ではシュネルギアが複座であること、二人で分担することでエーテル汚染を軽減し天使化を防ぐこと、そして救世主候補とその伴侶の候補であることなどが理由であり、データ面では各々のナビゲーターが得意とする能力が上昇し、また特殊なオーギュメントを発動することができるようになる。
設定上ギアドライバーはナビゲーターとポジションの互換が可能であり、ルール上もPCとしてナビゲーターを作成することが可能である。そのため本項ではナビゲーター候補に加え、PCと同部隊のギアドライバーについても述べる。
八坂 凍（やさか こおる）
実験部隊ドライクロイツ所属のナビゲーター。
白い銀髪が特徴的な、無表情、無感情、スレンダーな体型をした14歳の少女。ヤシマ陸軍少尉。
銃火器の扱いに長けており、また驚異的な身体能力を有している。
八坂という苗字はヤシマ陸軍の諜報組織「八坂機関」の出身を示しており、機関長である維馬篭大将からは目的を達成するために使い捨てる人形として見られている。PCギアドライバーとの交流により、甘いものや子犬といった可愛らしいものが好きという自身の感情を自覚していく。
その正体は八坂機関によって製造されたホムンクルス。パートナーとなるPCギアドライバーがかつて大天使メタトロンと接触した際に現場から回収された残骸が原型だとされるが、より正確には大天使メタトロンによって作られたPCギアドライバーの複製体である。そのため彼女の持つ超人的能力は、全てPCギアドライバーの才能に基づいている。しかしその特異な出自故に、残された余命は少ない。
トゥアレタ・クレーリオン
実験部隊ドライクロイツ所属のナビゲーター。
瑞穂中学校特務クラスの委員長を勤めている、メガネをかけたグラマラスな体型の少女。統一帝国親衛隊G3少尉。
パートナーとなるPCギアドライバーの幼馴染だというが、PCギアドライバーは彼女のことを失念している。怒りっぽいが生真面目で、優秀な頭脳を持ち、ミサイルなどの誘導兵器の扱いに長けている。
その真の正体はトゥアレタのクローンである。オリジナルのトゥアレタは、かつてPCギアドライバーが大天使メタトロンと接触した際、現場にいたクラスメイト全員が天使化して即死する中、一人だけ瀕死の状態で数日間生き延びた末に死亡している。G3情報部は救世主候補であるPCギアドライバーを監視するため、オリジナルから記憶を転写したトゥアレタを、オリジナルの代用品として送り込んだ。トゥアレタがPCに抱いている感情は彼女自身の本物の思いだが、トゥアレタは自身の出自をコンプレックスに感じている。実はこのクローンのトゥアレタは眼球に欠陥があって視力が弱く、メガネをかけているのはこのためである。同人誌版ではそうしたクローンの１体が登場するが、その個体は黒い天使核の継承に失敗したため、状況もわからぬまま研究員たちの玩具として扱われ処分された。
『アルシャードガイア』リプレイ「翼の折れた愛と青春」では、劇中作である恋愛シュミレーションゲーム「ギア＋」のヒロインの一人として登場した。
草薙 伊音（くさなぎ いおん）
実験部隊ドライクロイツ所属のナビゲーター。
ウェーブがかったおかっぱの、角を生やした、凛々しい顔つきの少女。ヤシマ陸軍中尉。
ヤシマの名門草薙家の長女。気難しく厳格で、幽霊が苦手だったりという少女らしい素顔を持ちつつも、いつも軍人らしい態度を取っている。刀剣類の扱いに長けている。
草薙家は武門の名家であり、その襲名の儀式において実の兄を殺害した過去がある。この事が余計に厳格な軍人であろうとする意識と、魔術的に多大な才能を持つ妹の「紫音」への愛情に繋がっている。しかし紫音はヤシマを守る霊的な結界の人柱となる役目があり、その葛藤が彼女を苦しめている。そうした心理状態を維馬篭大将に救世主候補への試練として利用され、妹の助命と引き換えに、パートナーであるPCギアドライバーへの刺客として部隊に送り込まれた。しかし伊音は、PCギアドライバーを殺すことができないでいる。
なお成長すると豊満な美女になるらしく、『2nd』章扉に掲載された絵コンテ風のイラストでは、何らかの事情で数年間昏睡状態にあったと思わしきパートナーと再会した時の、成長した伊音の姿が畫かれている。
セラピア・パルマコン
実験部隊ドライクロイツ所属のナビゲーター。
金髪のツインテールを持つ、幼気な少女。統一帝国親衛隊G3少尉。
自分のことを「ボク」と呼ぶ脳天気な性格で、不思議な雰囲気と意味深な言動で周囲の人々を煙に巻く事が多い。口癖は「ぷっぷくぷー」。砲火器の扱いに長けている。
その正体は前作ヒロインの一人・エクリシアと前作主人公ラルフ・マスケンヴァルの間に生まれた娘。純血の天使としての力と、エクリシアからの戦闘訓練を受けて育ったことで、ナビゲーターとしては最強だと明記されている。彼女自身は天使大戦にまつわる多くの知識と真実を知っているが、それを隠しているのは鋭い直感から「今話すべきではない」と感じているためで、何らかの意図があるものではない。セラピア自身は天使の力の悪用を防ごうとし、戦いを終わらせようと望み、PCギアドライバーを大事に思う、心優しい少女である。
『1st』基本ルールブック付属シナリオ「力の、在処」では遠山桂のナビゲーターを務めており、シナリオ冒頭で天使化した彼女を射殺し、以後PC１のパートナーとして行動することになる。
同人誌版ではヤシマに渡る以前の彼女の姿が描かれたが、感情らしいものを一切感じさせない冷淡な顔つきの少女であり、アクシアの危機を救うため「聖なるかな」の一言と共に合衆国軍部隊を消滅させるなど、恐るべき力を秘めた存在となっている。
雛子・K・ガイスト（ひなこ・クライス・-）
実験部隊ドライクロイツ所属のナビゲーター。
病弱で先天的に視覚障害を持つ、12歳の少女。しかし優れた予知能力や情報処理能力を有し、天才的な管制官としての才能を持つ。
彼女はPCギアドライバーの異父妹であり、維馬篭大将が自身の妹である東雲光子に生ませた娘である。本来なら彼女はとうに死亡していなければおかしい虚弱体質であったが、かつてヤシマに大天使メタトロンが侵入した際、その優れた才能を認めて融合したことで命を救われている。これにより雛子の体は天使化しつつあり、また延命されたとはいえ自身の死が近いことを本能的に感じ取っている。父も知らず母を亡くした彼女にとって親しい人間はPCギアドライバーだけであり、自分にとっての全てであるPCギアドライバーのために命を使う事こそが望みである。
クベルタ１０－９（ツェン－ノイン）
実験部隊ドライクロイツ所属のナビゲーター。
瑞穂基地で発見された第10世代型完全機械化兵の少女。グラマラスな体型のメイドといった風貌をしている。
PCギアドライバーをご主人さまと呼んで慕い、世話を焼こうとするが、とにかくドジで失敗ばかりする。その一方、まるで未来を知っているとしか思えないような予見をする事も多い。戦闘の経過と共に徐々に機械部品が生体部品に置き換わる受肉という現象が発生するが、本来存在しない第10世代型である彼女の交換部品は存在せず、性能向上と引き換えに限界が近づいていく事になる。
実はクベルタはタイムループを繰り返している時間遡行存在である。彼女は黙示録の到来と共に始まった激戦で破壊され、応急処置をした状態でPCギアドライバーと共に騎士級天使兵と戦い、その過程で1945年のノルトラントにタイムスリップする。そこで前作に登場したヴィヴリオBにアラフニの天使核を組み込まれて再起動し、PCギアドライバーと共にラルフ・マスケンヴァルを止めるために戦って敗北。そしてヴィヴリオAに回収されて瑞穂基地に運ばれ、PCギアドライバーと出会う日を待ち続ける。このループの中でクベルタは何度もPCギアドライバーと出会い、恋をし、PCギアドライバーを救おうと奮闘している。
同人誌版には彼女の予備パーツを組み立てる事で起動した「クベルタ・ノワール」という機体も登場する。クベルタ・ノワールの性格はヴィヴリオBを思わせる小悪魔的で奔放なものだが、それ以上の詳細は不明。
タン・メイリィ
ゲーマーズ・フィールド誌7th Season Vol.5において読者投稿企画「僕が考えたヒロイン」で採用されたナビゲーター。
銀髪をお団子にしたコンロン生まれの少女。統一帝国親衛隊G3少尉。伝説的武道家だった父の才能を受け継ぎ、格闘技に長けている。
表面的は明るく元気で人懐っこい世話焼きの少女のように見えるが、ヤシマへと亡命する過程で家族や恩人、親しい人々すべてを天使兵に殺害された過去から、天使兵への激しい憎悪を持ち、必要以上に他人へ好意を抱かないよう努めている。実際に彼女と親しい人々が襲われたのは偶然ではなく、「救世主候補」を排除しようと天使兵たちが襲いかかってきたためである。そして彼女自身も自覚していないが、天使兵への我武者羅な戦い方は、その過去に基づく自殺願望によるもの。
司鏡 紀央（しかがみ きお）
ゲーマーズ・フィールド誌7th Season Vol.6において読者投稿企画「僕が考えたヒロイン」で採用されたナビゲーター。
常に巫女装束を着用した長い黒髪の少女。ヤシマ陸軍特務少尉。卓越した呪術師でもある。
性格はおだやかでのんびりとしていて礼儀正しいが、物忘れが多く、奇妙な行動を多く取る。実は結界維持班の一員であった彼女は、開戦時の呪法弾道ミサイル直撃時のショックで死亡しており、これを実験的に蘇生した存在である。その性格や行動はプログラムされた過去の人格の模倣であり、人間的なものではない。また無理やりの蘇生であったため、記憶も徐々に抜け落ちつつある。そんな彼女にとってはPCギアドライバーや仲間たちと過ごした時間こそがもっとも大切なもので、忘れないように書いたメモをお守りとして常に持ち歩くようになる。
T-X
ゲーマーズ・フィールド誌8th Season Vol.3において読者投稿企画「僕が考えたヒロイン」で採用されたナビゲーター。
フルフェイスのヘルメットで顔を隠した、女性型の第10世代型完全機械化兵。統一帝国親衛隊G3所属。
完全機械化兵でありながらどこか気さくな性格で、瑞穂基地でPCギアドライバーたちと過ごすうちに徐々に蘇ってくる記憶に混乱する。
その正体は次世代型完全機械化兵開発実験として、戦死したギアドライバーを強引に蘇生させた存在である。しかしこの実験は不完全であり、遠からず死亡する事が約束されている。生前の彼女は『1st』基本ルールブック付属シナリオ「力の、在処」登場のNPC遠山桂であり、彼女はこのシナリオ冒頭で天使化したためセラピアによって射殺されている。生前の彼女はその親しみやすい性格で、特務クラスのみならず一般生徒からも好かれていた。『2nd』サプリメント「エンドレスサマー」にて再録された際にはデザインが大きく変更された他、シナリオクラフト「その名はT-X」の結果次第では正体が遠山桂以外の人物になる事もありうる。
なおT-Xを投稿したのはデビュー前の三輪清宗である。
三条 恭花（さんじょう きょうか）
ゲーマーズ・フィールド誌8th Season Vol.4において読者投稿企画「僕が考えたヒロイン」で採用されたナビゲーター。
瑞穂中学校の女生徒で、雑に切った髪と、右足の義足が特徴の少女。
陸上部に所属する明るく元気なごく普通の少女だったが、開戦直後のホイシュレッケ襲撃（おそらく「力の、在処」のクライマックスで発生したイベントと思われる）により友人たちと右足を失い、その心的外傷に苦しみながらも疎開を拒絶して、瑞穂市に残ることを決断した。毎日を見様見真似で無意味な訓練に費やし、兵士にしてくれ、戦わせてくれ、天使を殺させてくれと瑞穂基地の軍人たちに懇願している。
『2nd』サプリメント「エンドレスサマー」には、瑞穂中学校の一般生徒として再録された。厳密にはナビゲーターではなく一般人の少女だが、GF誌および別冊『井上純弌の地平』掲載時にはシュネルギア操縦中のカットが描かれている。
リュンマ・サカモト
実験部隊ドライクロイツ所属のギアドライバー。
黒髪のショートカットをした小柄な少女。統一帝国親衛隊G3少尉。
呪法船団護衛部隊メーヴェに所属するアペルギアドライバーを父に持ち、幼い頃から空を飛ぶことと人間戦車に乗ることに憧れて育った。父が戦死したことで母と姉の反対を押し切って軍に志願し、シュネルギアの適性を認められて実験部隊の配属となる。努力とやる気と熱意は人一倍で、人間戦車に関する知識も豊富だが、まだまだ腕前は未熟で、PCギアドライバーたちを先輩と呼んで慕っている。
実はリュンマの父は戦死したのではなく、天使化したために処理されている。この事実は隠匿されているが、幼いリュンマはその姿を目撃しており、自らその記憶を封じ込めている。実戦に出ればリュンマはわけもわからず恐怖し、やがてその原因が自分のトラウマであることに直面する。
死んだ父に憧れるボーイッシュな少女という要素と名前、キャラデザインなどは、一種のスター・システムとして『ダンジョンズ&ドラゴンズ』4版リプレイ「若獅子の戦賦」のPCリュンマに受け継がれた。井上純一は同シリーズの挿絵およびガンボルトのPLを担当している。
天野 ツバサ（あまの つばさ）
実験部隊ドライクロイツ所属のギアドライバー。
日焼けした肌と脱色した髪が特徴の少女。統一帝国親衛隊G3少尉。
やる気のない軽薄な態度と口調、陽気で社交的といえば聞こえは良いが、だらしない異性関係などもあって、素行不良を絵に描いたような人物。その一方でギアドライバーとしての技量は優秀であり、天才的ともいえる空間把握能力を有している。また勉学や運動においても優れた成績を修めている。態度の原因もその能力にあり、彼女は何でもそつなくこなせるため、異性関係も含めて全てが「どうでもいい」事に感じられているのである。
実は情報部の将校を父に持ったお嬢様で、両親、兄、姉ともに優秀な軍人である。その中でツバサは落ちこぼれ、いないものとして扱われた事が、こうした人格形成の原因となった。その一方、面倒見がよく、同人誌版では「どうでも良い自分を大事にされるとどうして良いかわからなくなる」といった発言もしている。また基地に所属する機械化兵パイロットに対して密かな恋心を抱いており、彼が戦死する事で初めてツバサには戦う理由ができ、それ故に死への道を走るという。
アクシア・リヒトヴィッツ
実験部隊ドライクロイツ所属のギアドライバー。
黒いロングヘアと豊満なスタイルをした妙齢の女性。統一帝国親衛隊G3大尉。
正確には実験部隊ドライクロイツに所属する少年少女たちの教官役であり、教師役、前線指揮官。明るく元気で社交的、良く言えば大胆、悪く言えば大雑把な人物だが、かつては大陸から貴重な物資を運搬する呪法船団護衛部隊「メーヴェ」の一員で、エクスベルテン（エースパイロット）。単純にギアドライバーとして卓越した技量を有しているのみならず、工作員として生身での活動にも長けている。
本編開始数年前（1996年頃）にはヴィヴリオからの特別任務を受けて大陸に潜入し、伝説的傭兵"赤毛の魔女"こと前作登場人物であるアンナ・Ｏの協力の下、セラピアの保護に成功している。その後セラピアをヤシマまで守り抜いたが、その過程で何らかの事情によってアンナ・Oから黒い天使核を継承している。そのため基本的にはシュネルギアに搭乗することはないものの、彼女もまたギアドライバー、ナビゲーターの資質を持った、救世主候補たる人物の一人といえる。同人誌版ではセラピアを保護したアクシアが、合衆国軍部隊と対峙し、身を呈してセラピアを庇うという一幕が描かれた。
PC達による介入がない場合のタイムラインでは、絶望的な状況下で瑞穂基地に所属する少年少女たちを守るために奮闘し、天使化して死亡するとされる。『2nd』章扉として描かれた絵コンテ風のイラストにも、そのシーンが描写されている。
なお瑞穂基地に所属する機械化兵パイロットとは呪法船団時代には憎からぬ間柄だったようだが、破局して現在に至る。

### 前作からの登場人物
本作は『エンゼルコア』の続編ということもあり、前作のキャラクターが複数名継続して登場している。その多くは設定上に存在がほのめかされているだけだが、世界観的に大きな役割を担っており、また『2nd』基本ルールブックにはラルフ・マスケンヴァル以外に3名がNPCとして記載されている。
ヴィヴリオ
前作『エンゼルコア』のヒロインの一人。現在は統一帝国軍G3大佐であり、実験部隊ドライクロイツの指揮官。シュネルギア部隊の司令であり、PCたちの直属の上司という立場にあたる。前作後にラルフ・マスケンヴァルとは袂を分かっており、独自の知識とコネクションを駆使してドライクロイツを半ば私兵化、合衆国の天使兵に立ち向かっている。秘密結社ヴリル・ソサエティの一員として、統一帝国亡命政府とヤシマ政府へ膨大な資金提供をする事で自治権を手に入れたとも噂される。冷徹で有能な指揮官だが、その容貌については杖をついている以外、前作時点からほぼ変化していない。
維馬篭代胤（いまごめ しろつぐ）
前作『エンゼルコア』において登場したヤシマ陸軍将校。現在はヤシマ陸軍大将であり諜報組織「八坂機関」の長、帝都が消滅したこともあって実質的にヤシマ陸軍のトップとなっている。唯一愛していた異母妹の光子を奪われてからはラルフ・マスケンヴァルへの憎悪を燃やしているが、表面的にはいつも笑顔を絶やさない温和な人物として振る舞っている。人を道具としか思わず、ドライクロイツも利用する対象でしかないが、そのため軍部の非人間戦車派の発言を抑え込んでいる味方でもある。一方でシナリオにおいては単座型シュネルギアや無人シュネルギアの導入、T-Xの開発や凍の非人道的運用、伊音を刺客として送り込むなどの妨害も行う。これはドライクロイツ、ひいては救世主候補であるPCの利用価値を見極めるための試練であり、またPCギアドライバーがラルフ・マスケンヴァルと光子の子である場合は、憎悪と復讐心によるものである。
ゾフィー・V・シャウベルガー
前作『エンゼルコア』のヒロインの一人。かつてはノルトラントの研究所で天使力兵器の開発を行っていた天才科学者だが、現在は合衆国に亡命している事が発覚した。しかし合衆国の天使力兵器は、天使兵以外ヤシマ＝統一帝国軍のものとは比べるべくもないほど劣っているため、合衆国で何の研究を行っているかは不明である。セリフによっては前作ヒロインの一人である幼馴染ソコラタを救おうとしていることや、そのために世界を創り直そうとしている事が示唆されている。また同人誌版の解説によれば、GF誌掲載シナリオに登場したNPC「桐子・ランドルト」は彼女のクローンだという。
『法王』
マンハッタン島にて天使兵の召喚に成功し、合衆国十字軍を率いてヤシマ=統一帝国軍に宣戦布告を行った人物。1945年からの40年で、鎖国結界に守られたヤシマ以外のほぼ全世界を支配下においているが、その目的は一切明かされていない。彼がヤシマに三発のミサイルを発射して鎖国結界を崩壊させたことから物語ははじまる。
その正体は前作『エンゼルコア』の主人公ラルフ・マスケンヴァルその人であるとされる。前作終了後、自身が人造救世主であることを知ったラルフは同作ヒロインたちとともに『総統』の野望を阻止すべく密かに戦いを開始し、ついに1945年、統一帝国によって占領された合衆国マンハッタン島に訪れた『総統』の暗殺に成功した。しかし直後、ラルフは何らかの意図を以て天使兵を召喚して『法王』を名乗り、合衆国を支配下におくとその圧倒的な力で全世界へと侵攻を開始した。ヒロインたちの多くは今度は彼の野望を食い止めるために戦いをはじめたが、今日に至るまで『法王』を倒すことはできないでいる。
ラルフがなぜこのようなことを行っているのかについては一切明かされておらず、その真相はプレイヤーたちの手に委ねられているが、唯一確かなのは天使兵を召喚して支配できるのは『法王』ただ一人であり、彼を食い止めない限り1999年の8月31日に世界は滅亡するということである。

## 作品一覧

### 1st Editon
エンゼルギア 天使大戦TRPG
基本ルールブック。2003年にエンターブレインより発行。ISBN 4-7577-1469-6。
ゲーマーズ・フィールド別冊11 井上純弌の地平
過去にゲーマーズ・フィールド本誌で掲載されたエンゼルギアの追加データをまとめられてある。ISBN 4862240011。掲載内容は以下。
- タン・メイリィ、司鏡紀央、T-X、七支隊、三条恭花のNPCデータ
- サンプルキャラクター「ギアドライバー/ストライカー」の追加（ナビゲーターはトゥアレタ）
- ヴィークルとアーマメントの追加データ

### 2nd Editon
エンゼルギア 天使大戦TRPG　The 2nd Editon
基本ルールブック。2009年にエンターブレインより発行。ISBN 978-4-7577-4910-8。
エンゼルギア 天使大戦TRPG The 2nd Edition リプレイ 銀翼の救世主
リプレイ。2010年にエンターブレインより発行。ISBN 978-4047264939。
エンゼルギア 天使大戦TRPG The 2nd Edition サプリメント エンドレスサマー
サプリメント。追加データ、追加ルールに加えて、瑞穂基地周辺地域（瑞穂市街や瑞穂中学）の設定の紹介。2010年にエンターブレインより発行。ISBN 978-4047264250。
ゲーマーズ・フィールド別冊18 混沌の炎
リプレイ「歌声は誰がために Song for…」収録。ISBN 9784862240453
また同誌掲載の『異界戦記カオスフレア』リプレイ「夢の果実」にも、異世界オリジンに転移したという設定でエンゼルギアのキャラクターが登場している。

### 雑誌
ゲーマーズ・フィールド
TRPG専門雑誌。第7期3号よりサポート記事が連載されており、シナリオ、追加データ、セッション運用ガイドが掲載された後は、設定解説が中心となっている。

### 同人誌
エンゼル・コア2 設定資料集
PCゲーム版エンゼルギアの初期設定資料集。内容はエンゼルコアの続編企画書となっている。希有馬屋より2002年8月に頒布された。
エンゼルギア フルカラーセッティングマテリアル
PCゲーム版エンゼルギアの設定資料集。希有馬屋より2003年12月に頒布された。
EROフィギュア【上】
成人向けコミック。希有馬屋より2005年から2008年にかけて、同人フィギュアと共に頒布された同人誌を単行本化したもの。2013年に海王社より発行。ISBN 978-4796404488。